# Комочський канал
Комочський канал (словац. Komočský kanál) — канал; впадає у Ваг, протікає в округах Шаля; Нові Замки і Комарно.
Довжина приблизно 20.7 км. Витік знаходиться в Дунайській рівнині на висоті 115 метрів. Впадають Трновський канал; Яношиковський канал і Паларіковський потік.
Протікає територією сіл  Селиці; Тврдошовці; Паларіково; Андовце; Земне; Недєд і Комоча.